# Roodwangara
De roodwangara (Ara rubrogenys) is een vogel uit de orde der papegaaiachtigen.

## Uiterlijk
De vogel wordt tussen de 55 tot 60 centimeter lang. Zijn verenkleed is voornamelijk groen van kleur. Hij heeft een rood voorhoofd en een rode vlek op de wang waaraan hij zijn naam roodwangara te danken heeft. Rondom de ogen is de naakte huid roze gekleurd. Op de schouders zit een oranjerode vlek. Net zoals de bek zijn de poten zwart van kleur. De veren rondom de poten zijn rood van kleur. De punten van de vleugels en de staartveren zijn blauw gekleurd.

## Leefgebied
Deze vogel is endemisch en wordt alleen aangetroffen in een klein gebied, een halfwoestijn rondom een gebergte in centraal Bolivia. Hij komt voor op hoogtes van 1100 tot 2500 meter.

## Voedsel
Het voedsel bestaat voornamelijk uit zaden en fruit. Bij te korten aan deze voedingsstoffen vult hij zijn dieet aan met noten en maïs.

## Voortplanting
In tegenstelling tot veel ara's maakt de roodwangara geen gebruik van nestholtes maar bouwt hij zijn nest op uitsparingen in steile kliffen bij voorkeur aan oevers bij de rivier. De eieren worden gelegd in de periode van november tot en met april. Het vrouwtje legt 1 ei.

## Status
De roodwangara is een ernstig bedreigde vogelsoort. In 1991 waren er nog ongeveer tussen de 2000 tot 4000 exemplaren. In 2018 schatte BirdLife International dat er nog 134 tot 272 volwassen individuen leven in het wild. Met name de illegale handel in exotische diersoorten heeft de aantallen laten slinken. Omdat de vogel ook de gewassen van de boeren aanvreet wordt hij door de boeren afgeschoten of vergiftigd. Daarom staat de vogel sinds 2018 als kritiek (ernstig bedreigd) op de Rode Lijst van de IUCN.

## Afbeeldingen

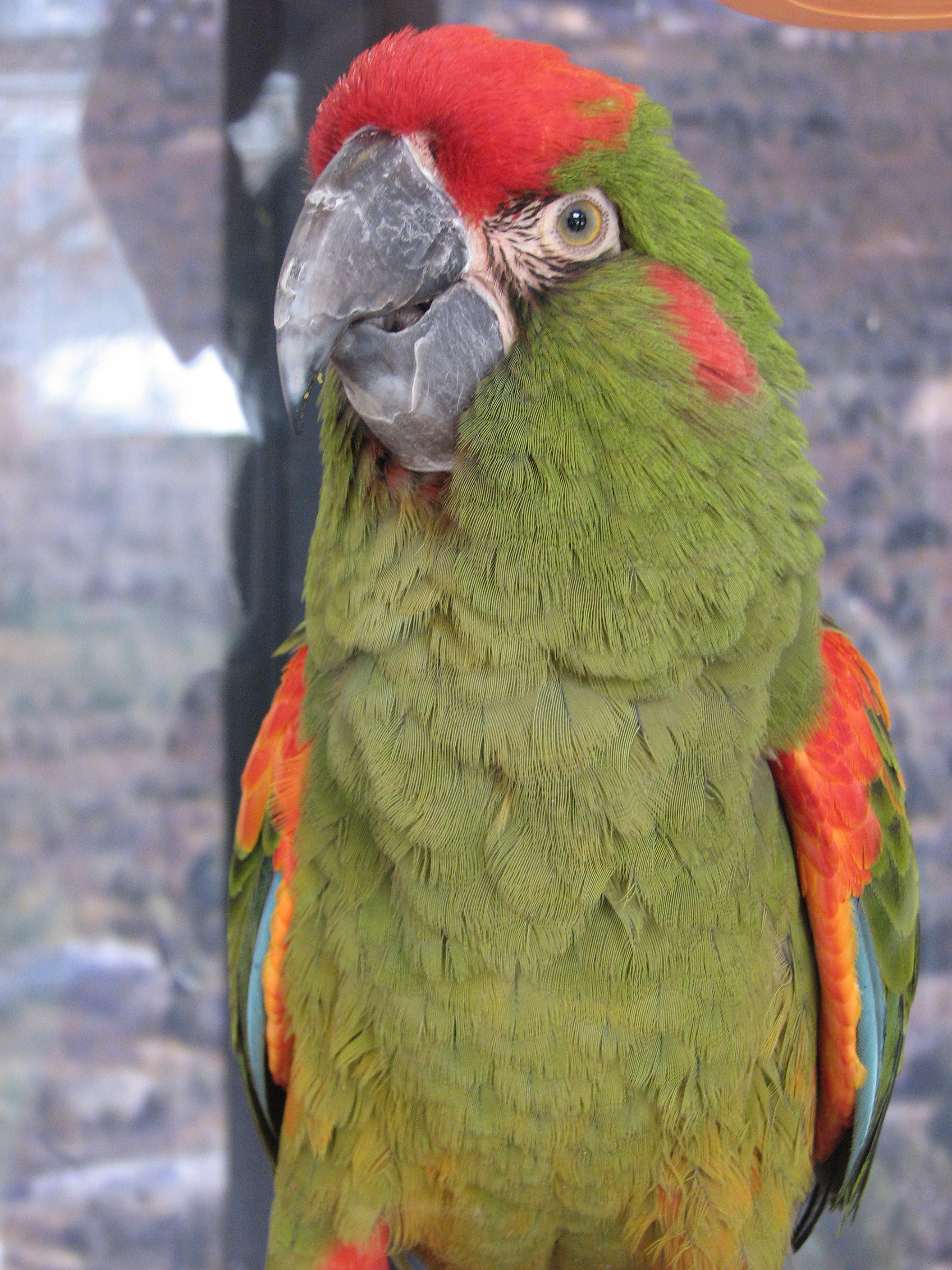
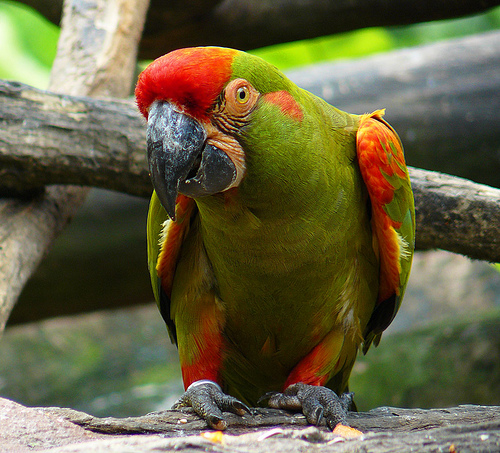
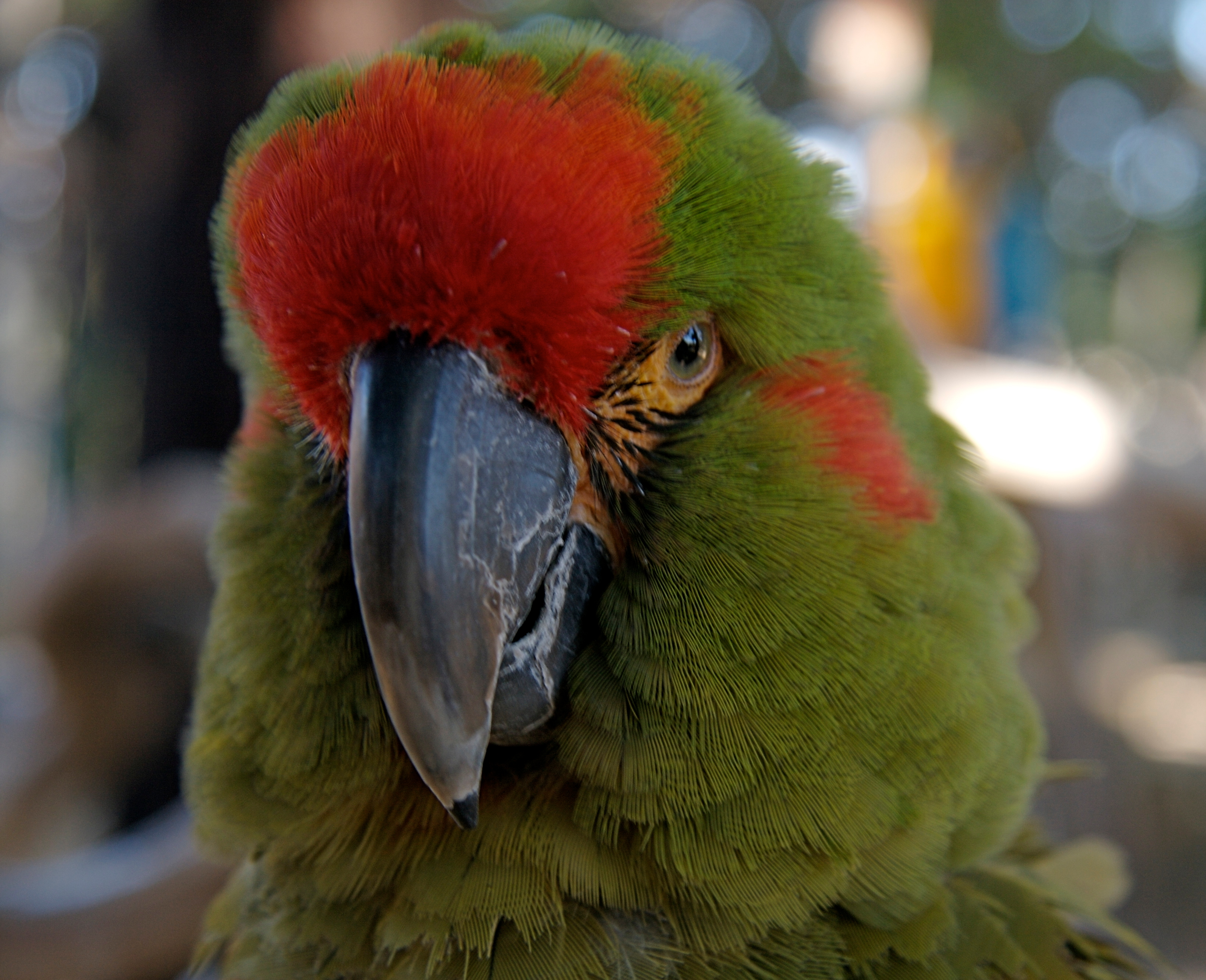